# Сікори (Соколовський повіт)
Сікори (пол. Sikory) — село в Польщі, у гміні Беляни Соколовського повіту Мазовецького воєводства.
Населення — 75 осіб (2011).
У 1975-1998 роках село належало до Седлецького воєводства.

## Демографія
Демографічна структура станом на 31 березня 2011 року:
|          | Загалом | Допрацездатний вік | Працездатний вік | Постпрацездатний вік |
| -------- | ------- | ------------------ | ---------------- | -------------------- |
| Чоловіки | 38      | 9                  | 24               | 5                    |
| Жінки    | 37      | 3                  | 19               | 15                   |
| Разом    | 75      | 12                 | 43               | 20                   |